# Lancaster (Kentucky)
Lancaster è un comune degli Stati Uniti d'America, situato nello Stato del Kentucky, nella Contea di Garrard, della quale è il capoluogo.